# St. Sebastianus Neer
St. Sebastianus Neer is een in 1555 opgerichte schutterij en een van de twee nog bestaande schutterijen van Neer. De schutterij was vroeger de beschermer van Kerk en gezin en beschikt tegenwoordig, naast schutters, ook over een jachthoornkorps. Verder heeft de vereniging marketentsters en een exercitie-peloton.